# イタマール・フランコ
イタマール・アウグスト・カウティエーロ・フランコ（ポルトガル語: Itamar Augusto Cautiero Franco、ポルトガル語発音: [itɐˈmaʁ ˈfɾɐ̃ku]、1930年6月28日 - 2011年7月2日）は、ブラジルの政治家。1992年から1995年まで同国の大統領を務めたのを筆頭に、長い政治人生で上院議員、市長、大使、知事、副大統領を歴任した。

## 幼年期
サルヴァドール-リオデジャネイロ間をむすぶ船上で生まれた。父方は片方がドイツ系（ミナスジェライス州のスティーブラー家）で、母方はともにイタリア系。母の名前もずばりイタリア (Itália) であった。父はフランコが生まれる前にこの世を去っている。
男の子はその船名「イタ」とポルトガル語で海を意味する「マール」とをあわせて、イタマールと命名された。ミナスジェライス州ジュイス・デ・フォーラで育ち、1955年にジュイス・デ・フォーラ技術学校を卒業、エンジニアになった。

## 政治家として
1950年代中ごろに政界入りし、ジュイス・デ・フォーラ市の市会議員、副市長を経て市長を2期（1967年 - 1971年、1973年 - 1974年）務めた。1974年に職を辞し、ミナスジェライス州から連邦上院議員に当選。1976年とその翌年の2度、軍政期（1964年 - 1985年）に合法野党であったブラジル民主運動党の副党首を務めた。1982年に上院議員に再選され、1986年にはミナスジェライス州知事に自由党から立候補したが落選。当時は大統領直接選挙制の即時復活に尽力し、自由党の国会議員会長にもなった。
1987年2月1日に招集された憲法制定国民議会では、一議員として南アフリカ共和国などの人種差別主義国家との国交断絶を提案。また、週に40時間以上の残業に対する最低50%の手当て、妊娠中絶の合法化、連邦制の強化、国民主権、対外債務の返済を阻む金融システムの国有化、土地改革を目的とした基金の設立などを訴えた。
死刑制度の復活には反対し、大統領制には賛成した。当時のジョゼ・サルネイ大統領は政敵であったが、皮肉なことにフランコが大統領に就任すると盟友の一人となる。

## 副大統領職
1989年、自由党を離党し少数政党の国家再建党 (PRN) に合流したフランコは、大統領選でフェルナンド・コロール・デ・メロ陣営の副大統領候補に抜てきされた。地元が大票田であるミナスジェライス州（コロールは対照的に小さなアラゴアス州選出）であることと、汚職疑惑のささやかれたサルネイ大統領を公然と非難していたことが味方した。選挙戦の末、後に大統領となるルイス・イナシオ・ルーラ・ダ・シルヴァ候補に僅差で勝利した。
副大統領在職中は大統領と政策の折り合いがなかなかつかず、ことに民営化をめぐっては大統領と鋭く対立した。辞任カードも幾度かちらつかせた。
コロールが汚職容疑で告発された1992年、国会は大統領を弾劾した。ブラジルの憲法は、大統領は弾劾後180日間その権限を失うと定めている。フランコは同年10月から大統領代行となり、コロールが辞任した12月29日に正式に大統領に就任した。3年近くも副大統領の座にあったフランコだが、大統領代行就任時の世論調査によると、国民の大多数が彼のことを知らなかった。

## 大統領職

### 内政と大統領としての流儀
大統領就任当時のブラジルは経済危機のどん底にあった。1992年のインフレ率は1110%に達し、さらに翌年には2400%近くにも跳ね上がった。ちまたはすぐ代わるだろうとうわさしたが、財務相にフェルナンド・エンリケ・カルドーゾを充てて「プラーノ・レアル」（レアル計画）を実施。経済は安定化し、インフレも収束した。
就任直前、フランコは上院議員らに自らの私有財産の目録を手渡した。一風変わったアピールだったが、就任するとただちにバランス重視の内閣を組み、議会に広範なサポートを求めた。支持率は出だしから60%を上回った。
1993年4月には懸案の政治体制（共和制または君主制）と統治体制（大統領制または議院内閣制）に関する国民投票が行われ、前者では共和制が、後者では大統領制がそれぞれ圧倒的多数で選ばれた。同年には軍と民兵の将校らから議会閉鎖の圧力がかかったが、動じなかった。この事件を「クーデター未遂」ととらえるメディアもあった。
彼の政権はコロール大統領のもとで揺らいだ政治の誠実さと安定性を回復した点で評価され、自身もその維持に努めた。「威風堂々とした大統領としての職責」を全うするという流儀も、コロールのそれとは趣を異にした。一方で、神経質な変人だとも言われた。
1993年末には自らの辞任を議会に発議し、早期の選挙実施を求めたが却下された。任期終盤にさしかかると支持率は軒並み8割台をたたき出し、ブラジル史上最高を記録した。

### 外交
「外交能力は低い」と見られたが、一方で自身の打ち出した南アメリカ全域の自由貿易圏構想はアメリカのビル・クリントン大統領をはじめとする各国のリーダーから激賞された。また、トラテロルコ条約やアルゼンチン、国際原子力機関 (IAEA) を含む四者協定といった主要条約を批准し、ブラジルを国際的な核不拡散の輪に乗せた。

## 晩年
1994年の大統領選ではフランコの後継として秘蔵っ子のエンリケ・カルドーゾが出馬し、同年末に就任した。新大統領は民営化路線を推し進めたが、これは前大統領から酷評された。フランコ自身は大統領の座を退くと、リスボンのポルトガル大使を経て1998年までワシントンD.C.の米州機構大使を務めた。
1998年には自身の大統領選出馬も検討したが、憲法改正でカルドーゾの再選が可能になると撤退。ミナスジェライス州知事選に鞍替えし、カルドーゾの推した現職を相手に地すべり的勝利を収めた。知事時代は州債のモラトリアムを発動し、全国的な経済危機を一段と悪化させた。2003年に知事職を辞した後は、2005年までイタリア大使を務めた。2002年にはルーラ・ダ・シルヴァ候補を大統領に推し、2006年にはジェラルド・アルックミン陣営を支援した。
2010年の総選挙では当時ミナスジェライス州知事だったアエシオ・ネベスと組んで上院議員に立候補し、ともに当選した。命日までその任にあった。

### 私生活
1971年に離婚し、2人の娘を引き取った。大統領在任中は色男ともてはやされ、国民の耳目を集めた。原子力エネルギーに関する論考からショートショートに至るまで、幅広い著作を19点ほど残した。

### 最期
2011年5月21日に白血病でサンパウロのアルバート・アインシュタイン病院に入院。6月27日に肺炎を併発して容態が急変し、集中治療室で人工呼吸のもとに置かれた。7月2日の朝に発作で死去。ジルマ・ルセフ大統領は7日間の喪に服すことを宣した。遺体は故郷のジュイス・デ・フォーラとミナスジェライス州の州都ベロオリゾンテをめぐった後、7月4日にベロオリゾンテ大都市圏のコンタジェンに埋葬された。